# Georg Galster
Jørgen Georg Castonier Galster, född 17 maj 1889 i Köpenhamn, död 8 september 1983 i Hellerup, var en dansk numismatiker.
Georg Galster avlade magisterexamen och var från 1920 chef och från 1946 överinspektör för Den Kongelige Mønt- og Medaillesamling i Köpenhamn och fortsatte som forskare främst bearbetningen av den danska medeltida mynthistorien. En översikt av denna fram till omkring 1625 publicerade Galster 1926 i Nordisk kultur, 29. Bland hans övriga skrifter märks flera myntfyndspublikationer såsom Der Bündstorffer Brakteatenfund (i Berliner Münzblätter, 1917) och Møntfundet fra Grenaa (i Aarbøger for nordisk Oldkyndighed og Historie, 1931). Galsters kommentar till hans upplaga av R. Junges Møntmesterregnskaber (1934) är ett förarbete till en framställning av 1500-talets danska mynthistoria. Danske og norske Medailler og Jetons c:a 1535–c:a 1788 (1936) är en bred skildring av den danska medaljhistorien under den angivna perioden. Galster redigerade Numismatisk Förenings Medlemsblad till 1936 och från 1938 Nordisk numismatisk unions medlemsblad samt 1936–1938 och från 1948 Nordisk numismatisk årsskrift.